# Polucita

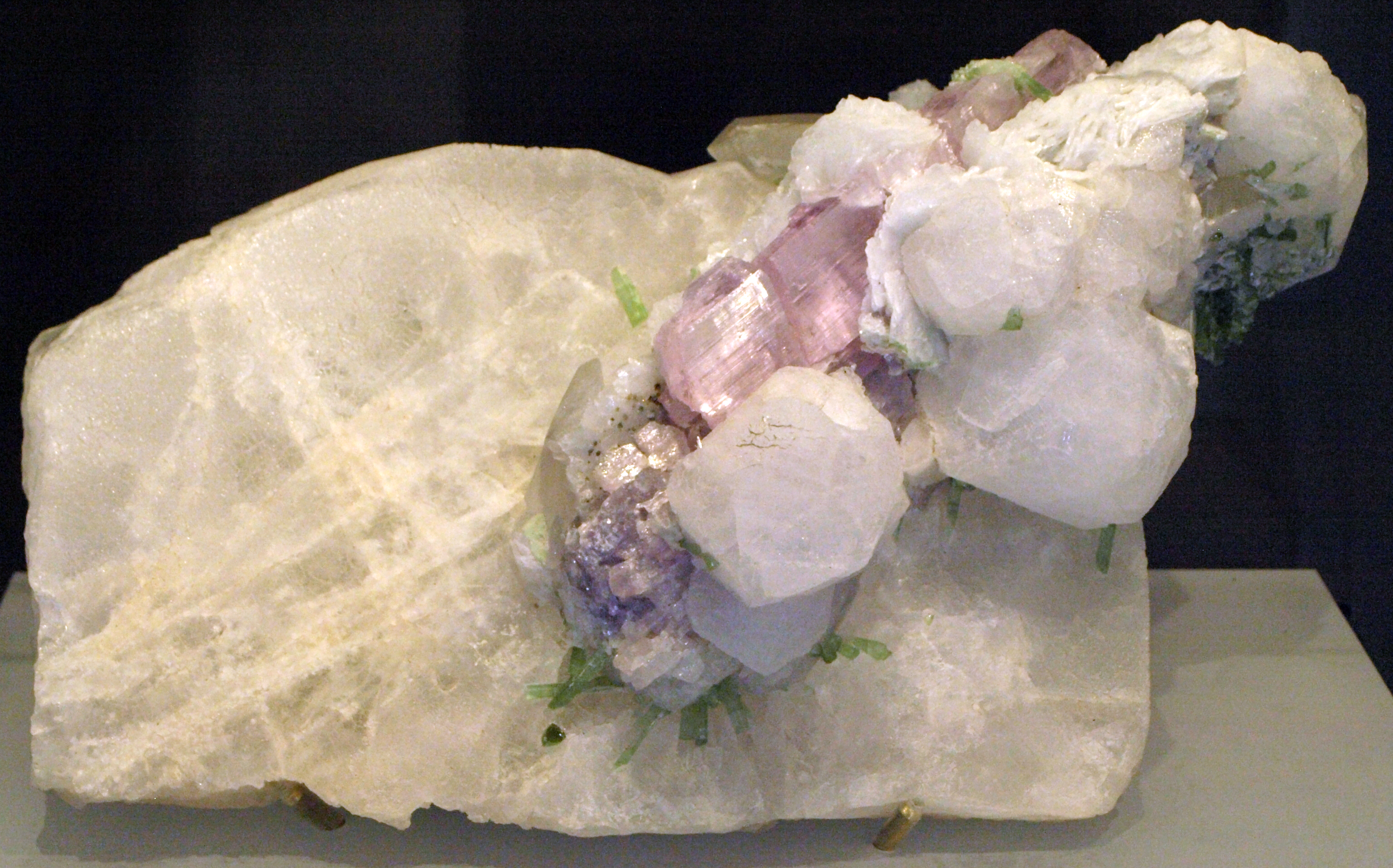
Acervo do Royal Ontario Museum

A Polucita é um mineral do tipo zeólito de fórmula química (Cs,Na)2Al2Si4O12•2H2O. Também contém com frequência ferro, cálcio, rubídio ou potássio como elementos substituintes. 
É importante como minério de césio e às vezes de rubídio. Forma uma solução sólida com analcima.